# Oxytropis zangolehensis
Oxytropis zangolehensis är en ärtväxtart som beskrevs av I.T. Vassilczenko. Oxytropis zangolehensis ingår i släktet klovedlar, och familjen ärtväxter. Inga underarter finns listade i Catalogue of Life.